# Надинский, Павел Наумович
Павел Наумович Надинский, имя при рождении Савелий Посягин (3 декабря 1894, Уфимская губерния — 25 сентября 1961, Симферополь) — советский чекист, партийный деятель, историк. Участник Первой мировой войны и Гражданской войны. 1-й секретарь Симферопольского горкома ВКП(б). Делегат ХVII съезда ВКП(б), «Съезда победителей» или «Съезда расстрелянных». В результате тяжёлой болезни в 1930-40-х годах стал инвалидом, лишился конечностей. Получив историческое образование профессионально занялся историей. Кандидат исторических наук, специализировался по истории Крыма.

## Биография
Родился в 1894 году в крестьянской семье в селе Александровка Уфимской губернии. Русский. С 1904 жил с родителями в Уфе. Учился два с половиной года в 3-х классном приходском училище, окончил 3 класса в 1908 году. Работал подручным, столяром чайной фабрике Караван в Уфе до призыва в январе 1915 года. Служил в Русской императорской армии в 1915—1917 годах, участник Первой мировой войны. Рядовой команды разведчиков 121-го Пензенского пехотного полка. Время в сырых окопах стало причиной его будущей тяжёлой болезни. После Февральской революции член полкового комитета 121-го Пензенского полка с февраля 1917 года. Член ВКП(б) с сентября 1917 года.

### Гражданская война
Демобилизовался и вернулся домой. Принимал активное участие в работе органов рабочего контроля на предприятиях города, обучал военному делу членов боевых организаций народного вооружения (БОНВ). Работал в органах ВЧК с 1918 года, сотрудник Уфимской губернской ЧК с апреля 1918 года. Участник Гражданской войны. Служил в РККА в 1918—1921 годах. Сотрудник отдела агентурной разведки штаба 2-й армии в 1918 году. Несколько раз переходил линию фронта с разведывательными целями и для установления связей с подпольными организациями. Заместитель начальника регистрационного отдела штаба 2-й армии, Восточный фронт 1918—1919 годах. Заместитель начальника разведывательного отдела штаба Юго-Восточного фронта а 1919—1920 годах. Заместитель начальника развед. отдела штаба Кавказского фронта в 1920 году. Начальник осведомительского отдела политического управления войск Сибири в 1920—1921 годах.

### На партийной работе
В 1922 году окончил курсы при Коммунистическом университете имени Я. М. Свердлова в Москве. Ответственный секретарь Ленинского уездного комитета РКП(б), Московская губерния в 1921—1922 годах. Заведующий организационным отделом Амурского губкома РКП(б) в 1923—1926 годах. Ответственный инструктор Дальневосточного крайкома ВКП(б) с 1926 по сентябрь 1928 года. В 1928—1929 годах — секретарь Скопинского райкома ВКП(б) Рязанской губернии. В 1929 году — заведующий отделом по работе в деревне Тульского окружкома. В 1931 году — заведующий отделом по работе в селе Тульского окружкома. С осени 1929 и по 1930 год учился на курсах марксизма-ленинизма при Коммунистической академии.
Заведующий организационным отделом Крымского обкома ВКП(б) с 1930 года. 2-й ответственный секретарь Крымского обкома ВКП(б) с января 1934 года. Делегат ХVII съезда ВКП(б). В результате болезни ампутирована нога. 1-й секретарь Симферопольского ГК ВКП(б) с января 1934 и по 1935 год. В результате операции ампутирована вторая нога.

### Научная деятельность
Получил инвалидность с февраля 1936 года и персональную пенсию, проживал в Симферополь в 1935—1941 годах. Несмотря на инвалидность окончил самостоятельно среднюю школу. Учился на историческом факультете Симферопольского педагогического института который окончил. В годы войны в эвакуации в Уфе в 1941—1944 годах, была ампутирована кисть руки. Для него был сделан протез с металлическим зажимом, в который можно было вставлять ручку или карандаш. Через несколько месяцев он смог сравнительно разборчиво писать.
Проживал в Симферополе, работал в Отделе истории и археологии Крымского филиала АН УССР. Вплоть до смерти руководил Крымской группой Института истории АН УССР. Написал ряд работ, главная из которых «Очерки истории Крыма» в 4 томах, последние из которых вышли посмертно. Решением Ученого совета Института истории АН СССР П. Н. Надинскому была присвоена ученая степень кандидата исторических наук без защиты диссертации на основе изданной монографии.
Книга написана с марксистко-ленинских позиций и в настоящее время может считаться сильно идеологически ангажированной, но она содержит большую источниковую базу по событиям первой половины XX века, в особенности в период революции и гражданской войны в Крыму. Доктор исторических наук В .Е. Возгрин критикуя однобокость изложения писал: «вправе говорить не о спорном, но о повальном субъективизме, причем доходящем до крайних пределов не только „качественно“ (об этом ниже), но и количественно. Так, в четырёхтомнике П. Надинского периоду 1917—1920 гг., то есть четырём годам, посвящено 300 с лишним страниц, полустолетию до этого — около 90 с., а полутысячелетию истории так называемого татаро-турецкого периода (XIII—XVIII вв.) — 38 с.!».
Умер 25 сентября 1961 года и похоронен в Симферополе.

## Память
В 1978 году в его честь была названа улица Надинского в Киевском районе города Симферополя (бывшая ул. Автобусная).